# 아낙시메네스

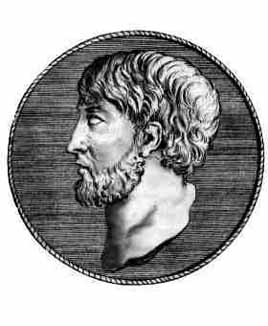

아낙시메네스(그리스어: Αναξιμένης, 영어: Anaximenes, 대략 B.C 585 ~ 525)는 밀레토스 학파의 철학자였으며, 아낙시만드로스의 친구였다. 아낙시메네스는 유한하고 제한적인 사물들의 다양함에 '무한함'이 사물의 근원이라고 답했던 아낙시만드로스의 해법을 이해할 수 있었지만, 그것이 너무나도 모호하고 임의적이라고 생각했다. 따라서 아낙시메네스는 새로운 '만물의 근원'을 찾고자 했는데, 그가 내린 결론은 바로 '공기'였다.
아낙시메네스가 생각하기에 공기는 아낙시만드로스가 생각한 '지속적인 운동을 하는 무한한 실체'에 적합했다. 실제로 공기는 끊임없는 운동을 지속하며 어디에서나 발견할 수 있기 때문에 무한함의 개념에도 들어맞았다. 또한 모든 사람은 공기를 통해서만 호흡할 수 있다. 게다가 아낙시만드로스가 주장한 무한한 실체와는 조금 다를 수도 있지만, 적어도 구체적이고 감각할 수 있다.
아낙시메네스는 공기가 실체로 변하는 원리를 설명하는 데 있어 '희박'과 '농후'의 개념을 사용한다. 그에 앞서 그는 질적인 차이는 양적인 차이가 결정한다는 획기적인 주장을 한다. 공기는 팽창하면서 희박해지는데, 희박은 온기를 불러들여 불이 된다. 하지만 공기는 수축하면 농후해지는데, 이것은 바람을 만들고 더 지속되면 물, 그 다음엔 땅이 되며 그 마지막 형태는 암석이라고 주장했다. 이처럼 아낙시메네스는 탈레스와 아낙시만드로스보다 훨씬 구체적으로 운동 원리를 설명하는 데 성공한다.
아낙시메네스는 지구가 평평한 모습이라고 생각했으며, 태양 따위의 천체들은 지구 주위를 맴돈다고 보았다.